# Elkabel

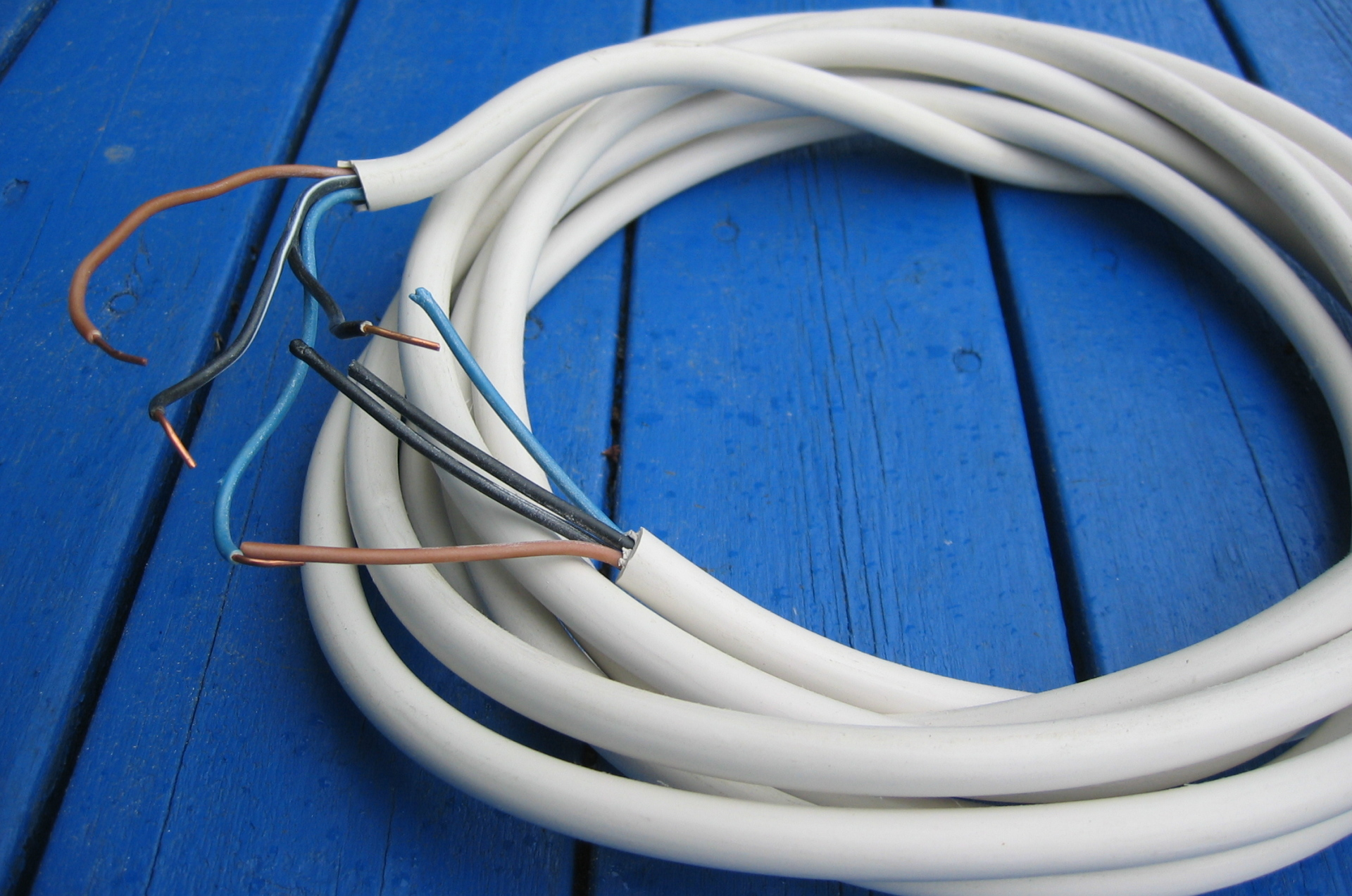
Kabel typ EKK

Elkablar består av elektriska ledare omslutna av isoleringsmaterial. De kan användas för energiöverföring eller elektronisk kommunikation.
Kabel betecknas vanligen med en kombination av bokstäver och siffror för att ange kabelns uppbyggnad såsom material, ledarantal och så vidare.

## Kabelbeteckningar

### Ny standard, SS 424 17 02[1]
Denna standard används för samtliga kablar harmoniserade via CENELEC, kan även användas för andra standarder genom att första bokstaven ändras för att visa vilken som avses.
| Första fältet   | Första fältet                                     | Andra fältet | Andra fältet           | Tredje fältet | Tredje fältet                            | [ ] Fjärde fältet | [ ] Fjärde fältet                      | Femte fältet | Femte fältet                            |
| Typ av standard | Typ av standard                                   | Märkspänning | Märkspänning           | Isolering     | Isolering                                | Metalliskt hölje  | Metalliskt hölje                       | Mantel       | Mantel                                  |
| --------------- | ------------------------------------------------- | ------------ | ---------------------- | ------------- | ---------------------------------------- | ----------------- | -------------------------------------- | ------------ | --------------------------------------- |
| A               | Accepterad nationell standard                     | 00           | (<100/100 V)           | B             | EP-gummi, max 90oC                       | A5                | Koncentrisk aluminiummantel            | B            | EP-gummi, max 90 C                      |
| CC-N            | Annan nationell standard, CC ersätts med landskod | 01           | (>100/100, <300/300 V) | E             | Etenplast, PE                            | C                 | Koncentrisk kopparledare, spiralformad | E            | Etenplast, PE                           |
| H               | Fastställd standard                               | 03           | 300/300 V              | G             | EVA-gummi                                | C4                | Kopparfläta över kabelkroppen          | G            | EVA-gummi                               |
| S               | Speciell standard                                 | 05           | 450/500 V              | M             | Mineraliskt material                     | C6                | Koncentrisk kopparledare, vågformad    | J            | Glasfiberfläta                          |
|                 |                                                   | 07           | 450/750 V              | N2            | Speciell polykloroprenkompound           | C7                | Koppartrådsskärm                       | N            | Polykloropren eller likvärdigt material |
|                 |                                                   | 1            | (0,6/1 kV)             | N4            | Hypalon, CSM                             |                   |                                        | Q            | Polyuretan                              |
|                 |                                                   | 3            | (1,7/3 kV)             | R             | EP-gummi, naturgummi, max 60 C           |                   |                                        | Q4           | Polyamid (Nylon)                        |
|                 |                                                   | 6            | (3,5/6 kV)             | S             | Silikongummi                             |                   |                                        | R            | EP-gummi, naturgummi max 60 C           |
|                 |                                                   | 10           | (7/12 kV)              | V             | PVC                                      |                   |                                        | T            | Textilfläta                             |
|                 |                                                   | 24           | (14/24 kV)             | V2            | PVC, max 90 C                            |                   |                                        | V            | PVC                                     |
|                 |                                                   |              |                        | V3            | PVC, för installation vid låg temperatur |                   |                                        | V5           | PVC, extra oljeresistent                |
|                 |                                                   |              |                        | X             | PEX, korsbunden polyeten                 |                   |                                        | Z            | Polyolefin, tvärbunden LSZH             |
|                 |                                                   |              |                        | Z             | Polyolefin, tvärbunden LSZH              |                   |                                        | Z1           | Polyolefin, termoplastisk LSZH          |
|                 |                                                   |              |                        | Z1            | Polyolefin, termoplastisk LSZH           |                   |                                        |              |                                         |

| - Sjätte fältet | - Sjätte fältet                                             | Sjunde fältet | Sjunde fältet | Åttonde fältet | Åttonde fältet    | Nionde fältet | Nionde fältet |
| Ledartyp        | Ledartyp                                                    | Ledarantal    | Ledarantal    | Skyddsledare   | Skyddsledare      | Ledararea     | Ledararea     |
| --------------- | ----------------------------------------------------------- | ------------- | ------------- | -------------- | ----------------- | ------------- | ------------- |
| -D              | Fintrådig ledare för svetskabel                             |               |               | G              | Med skyddsledare  |               |               |
| -F              | Extra mångtrådig ledare klass 5, för anslutningskabel       |               |               | X              | Utan skyddsledare |               |               |
| -H              | Fintrådig ledare klass 6                                    |               |               |                |                   |               |               |
| -K              | Extra mångtrådig ledare klass 5, för fast installation (RK) |               |               |                |                   |               |               |
| -R              | Fåtrådig, rund ledare klass 2                               |               |               |                |                   |               |               |
| -S              | Fåtrådig, sektorformad ledare klass 2                       |               |               |                |                   |               |               |
| -U              | Massiv, rund ledare klass 1                                 |               |               |                |                   |               |               |
| -W              | Massiv, sektorformad ledare klass 1                         |               |               |                |                   |               |               |
| -AR             | Al, fåtrådig rund ledare klass 2                            |               |               |                |                   |               |               |
| -AS             | Al, fåtrådig sektorformad ledare klass 2                    |               |               |                |                   |               |               |
| -AU             | Al, massiv rund ledare klass 1                              |               |               |                |                   |               |               |
| -AW             | Al, massiv sektorformad ledare klass 1                      |               |               |                |                   |               |               |

### Svensk standard SS 424 17 01 för hög, mellan och lågspänningskabel[2]
Fortfarande i bruk för kablar som blivit standardiserade före 1985 samt kablar som ej är harmoniserade av CENELEC.
| Första bokstaven | Första bokstaven | Andra bokstaven | Andra bokstaven                                   | Tredje bokstaven                       | Tredje bokstaven                                  | Fjärde bokstaven                     | Fjärde bokstaven                                  | Femte bokstaven                      | Femte bokstaven                      |
| Ledare           | Ledare           | Isolering       | Isolering                                         | Mantel eller annan konstruktionsdetalj | Mantel eller annan konstruktionsdetalj            | Konstruktionsdetalj eller användning | Konstruktionsdetalj eller användning              | Konstruktionsdetalj eller användning | Konstruktionsdetalj eller användning |
| ---------------- | ---------------- | --------------- | ------------------------------------------------- | -------------------------------------- | ------------------------------------------------- | ------------------------------------ | ------------------------------------------------- | ------------------------------------ | ------------------------------------ |
| A                | Al               | B               | Flamskyddad termoplastisk polyolefin (halogenfri) | A                                      | Skärm av Al-folie                                 | B                                    | Förbindningstråd                                  | E                                    | Förstärkt utförande                  |
| B                | Al-legering      | C               | Impregnerat papper                                | B                                      | Flamskyddad termoplastisk polyolefin (halogenfri) | E                                    | Förstärkt utförande                               | K                                    | PVC                                  |
| E                | Cu, entrådig     | D               | Gummi + gummimantel                               | C                                      | Koncentrisk koppartråd                            | F                                    | Fläta av koppar eller ståltråd                    | L                                    | PE                                   |
| F                | Cu, fåtrådig     | E               | Etenpropengummi                                   | F                                      | Fläta av koppartråd                               | H                                    | Hisskabel                                         |                                      |                                      |
| J                | Ståltråd         | H               | Silikongummi                                      | H                                      | Fläta av glasgarn                                 | J                                    | Förläggning i mark                                |                                      |                                      |
| R                | Cu, mångtrådig   | I               | Uretanplast                                       | I                                      | Mantel av uretanplast                             | K                                    | PVC                                               |                                      |                                      |
| S                | Cu, fintrådig    | K               | PVC                                               | J                                      | Armering av ståltråd                              | P                                    | Armering av förzinkat stålband                    |                                      |                                      |
|                  |                  | L               | Polyeten (PE)                                     | K                                      | PVC                                               | Q                                    | Flamskyddad termoplastisk polyolefin (halogenfri) |                                      |                                      |
|                  |                  | O               | Kloroprengummi                                    | L                                      | Skärm av plastbelagt Al-band                      | R                                    | Styrkabel                                         |                                      |                                      |
|                  |                  | Q               | Flamskyddad termoplastisk polyolefin (halogenfri) | O                                      | Kloroprengummi                                    | S                                    | Självbärande                                      |                                      |                                      |
|                  |                  | T               | Flourplast                                        | P                                      | Armering av förzinkat stålband                    | T                                    | Tung anslutningskabel                             |                                      |                                      |
|                  |                  | V               | Gummi utan yttermantel                            | Q                                      | Flamskyddad termoplastisk polyolefin (halogenfri) | V                                    | Förläggning i vatten                              |                                      |                                      |
|                  |                  | X               | Tvärbunden polyeten                               | R                                      | Armering av plastbelagt Al-band                   | Z                                    | Kabel för neonanläggning                          |                                      |                                      |

## Färgkoder på ledare
Dessa är de svenska standardfärgerna på ledare i lågspänningsinstallationer (exempelvis 230V i hemmet):
Observera att till  tändtråd (ledningen mellan strömställaren och lampan) och mellantråd (ledare mellan strömställare, t.ex. trappbrytare) tillåts vilka färger som helst utom jordfärgerna röd, gul och grön. 
| Färg                  | Beskrivning |
| Röd                   | Fram till 1960-talet användes röd till både skyddsjord och tändtråd, men bör helt undvikas i växelströmsinstallationer. |
| Grön/Gul              | Alltid skyddsjord, all annan användning strikt förbjuden. |
| Grön/Gul med blå tejp | PEN-Ledare (kombinerad nolla och jord). |
| Gul                   | Tändtråd. Ska ej användas då den kan förväxlas med grön/gul. |
| Grön                  | Tändtråd. Ska ej användas då den kan förväxlas med grön/gul. |
| Blå                   | ,alternativt nummer-märkt med blå markering i båda ändar, neutral-ledare (tidigare benämnd "nolla"). Tändtråd tillåts vara blå i utanpåliggande installationer om ingen nolla behövs. Används även som fas-ledare vid två-fas installationer, varför den aldrig får betraktas som säker. |
| Brun                  | I första hand fas ett. Kan dock vara tändtråd i installationer gjorda 1970-2002. |
| Svart                 | I första hand fas två eller tändtråd. Mellan 1970 och 2002 användes svart som fasledare, innan dess även som nolla (med vit fasledare) i installationer gjorda före 1970. I riktigt gamla installationer är alla parter svarta.                                                          |
| Grå                   | Fas tre eller tändtråd. |
| Vit                   | Tändtråd, men i installationer före 1970-talet användes paret svart/vit för godtycklig fas och nolla. Det går alltså inte att säga vilken som är vilken utan mätning. |
| Orange                | Tändtråd. I skåp används orange för extern spänning som inte bryts av skåpets huvudbrytare. Undvik orange som tändtråd inne i skåp t.ex. från intervall-ur (“timers”). |
| Violett               | Tändtråd. |

## Halogenfri kabel

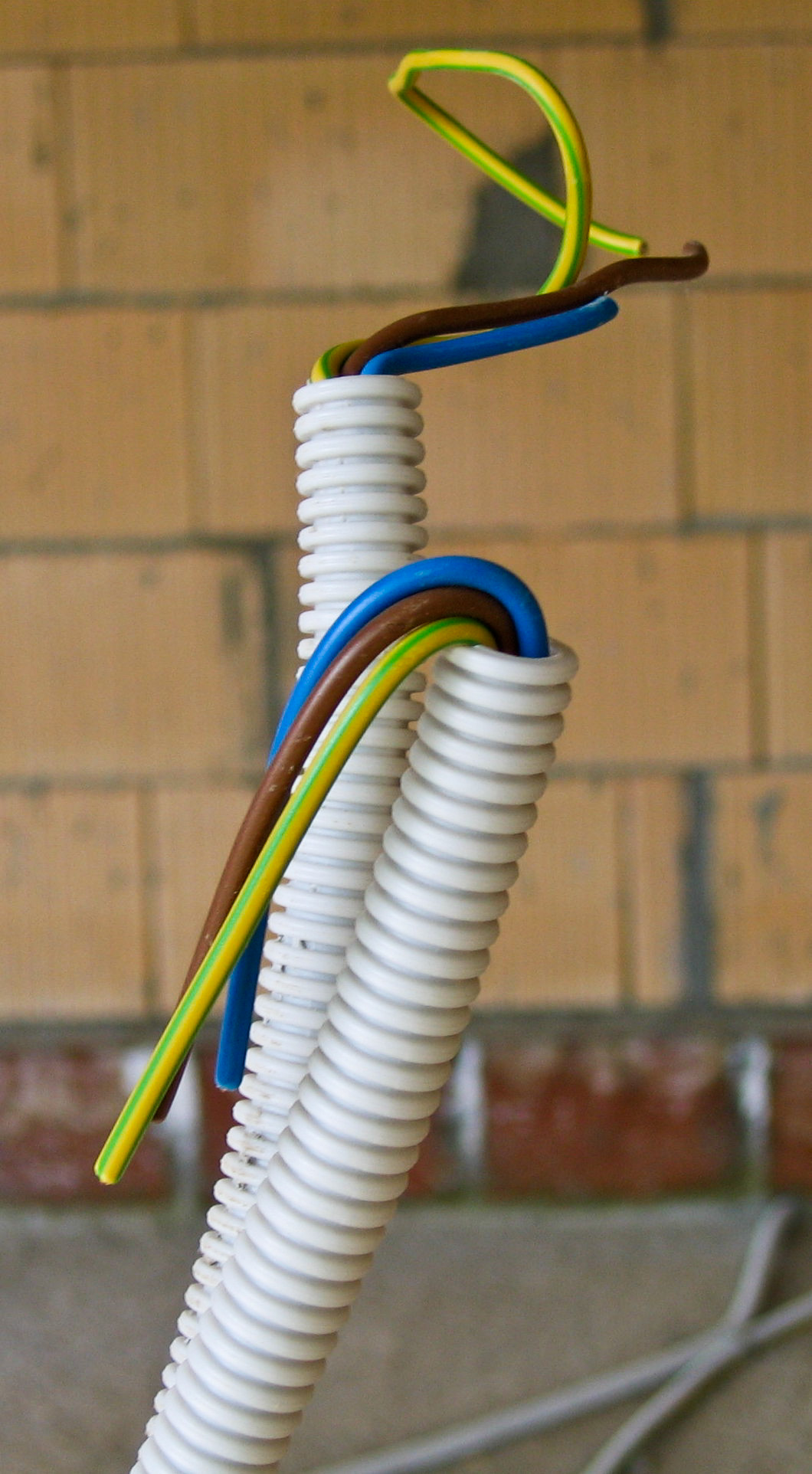
FK i flexslang.

Halogener är en grupp grundämnen som finns näst längst till höger i det periodiska systemet. Gruppen innehåller ämnena fluor, klor, jod, brom och astat. För att kallas halogenfri skall enligt IEC:s definition halten klor och brom var och en vara < 900ppm och klor + brom < 1500ppm. Normalt tas inte de övriga halogenerna med i definitionen halogenfri. Isolermaterialet teflon (polytetrafluoreten) innehåller t.ex. mycket fluor. 
Med halogenfri kabel menar man normalt en elkabel som inte innehåller PVC-plast. Halogenfri kabel är ofta ett krav vid nybyggnation, den är något dyrare än vanlig elkabel.
Orsaken till att man använder halogenfri kabel är att när PVC-plast brinner frigörs det klor som finns i plasten i form av väteklorid som reagerar med vatten (t.ex. luftfuktighet eller ånga från släckning] och bildar saltsyre-rök. Saltsyrerök är irriterande för lungorna och skapar beläggningar som korroderar metaller.

## Kulokabel
Kabel avsedd för utvändig (öppen) förläggning i torra utrymmen inomhus. Den uppfanns runt 1905 av Ernst Kuhlo för att komma bort från den knoppledning som vid tiden var förhärskande. Ett rör av tunt blybleck omslöt de grundisolerade ledarna, omgärdade av dielektriskt fyllning som från början bestod av i tjärad papp, men någon gång mellan 1920 och 1950 ändrades till naturgummi. Med en särskild Kulo-tång kunde de styva ledningarna bockas till nöjaktig passform runt hörn  och i vinkel innan de monterades fast med kulo-klammer, naturligtvis.
På 1960-talet började problemen med konstruktionen uppmärksammas på allvar. Förutom att felaktig inkoppling i sig kunde göra metallhöljet strömförande så torkade ledarisolering och fyllnadsmaterial med tiden vilket även det kunde göra höljet strömförande. Detta ledde till att "dödskulon" som den snabbt kom att kallas i branschen ersattes med en plastöverdragen variant innan den den helt övergavs.
När man idag talar om att installera kulo-kabel är det ersättaren EKRK som avses, då den har samma estetiska egenskaper vad gäller formbarhet och slitagemotstånd. Den är mantlad med PVC-isolering och aluminiumfolie för att hålla länge.
Dessa typer av kabel får vare sig täckas med lister eller dras i rör.